# فيروسات رونية
فيروسات رونية (بالإنجليزية: Roniviridae)‏ هي عائلة من الفيروسات تضم الجنس:
فيروس أوكا (بالإنجليزية: Okavirus)‏ وهو جنس من عائلة الفيروسات الرونية من رتبة الفيروسات العشية، تصيب القشريات، خاصة القريدس، وتشمل نوع الفيروس المرتبط بالخيشوم

## وصلات خارجية
- نطاق فيروسي فيروسات رونية

1. 1 2  International Committee on Taxonomy of Viruses, ed. (30 Jun 2014), ICTV Master Species List 2013 v2 (بالإنجليزية), QID:Q18810383
2. 1 2  International Committee on Taxonomy of Viruses, ed. (12 Jun 2015), ICTV Master Species List 2014 v4 (بالإنجليزية), QID:Q24716610